# Енді Горам
Енді Горам (англ. Andy Goram, 13 квітня 1964, Бері — 2 липня 2022) — шотландський футболіст, що грав на позиції воротаря.
Насамперед відомий виступами за «Глазго Рейнджерс», з яким шість зарів ставав чемпіоном Шотландії, а також національну збірну Шотландії. 2001 року голосуванням уболівальників «Рейнджерс» Горама було обрано найкращим голкіпером в історії клубу.

## Клубна кар'єра
Народився 13 квітня 1964 року в місті Бері. Вихованець футбольної школи клубу «Олдем Атлетик». Дорослу футбольну кар'єру розпочав 1981 року в основній команді того ж клубу, в якій провів шість сезонів, взявши участь у 195 матчах чемпіонату.
Протягом 1987—1991 років захищав кольори команди клубу «Гіберніан».
Своєю грою за останню команду привернув увагу представників тренерського штабу «Глазго Рейнджерс», до складу якого приєднався 1991 року. Відіграв за команду з Глазго наступні сім сезонів своєї ігрової кар'єри. Більшість часу, проведеного у складі «Рейнджерс», був основним голкіпером команди. Виграв з нею шість титулів чемпіона Шотландії і три Кубка Шотландії.
Згодом з 1998 по 2003 рік грав у складі команд клубів «Ноттс Каунті», «Шеффілд Юнайтед», «Мотервелл», «Манчестер Юнайтед», «Гамільтон Академікал», «Ковентрі Сіті», «Олдем Атлетик» та «Квін оф зе Саут». Завершив професійну ігрову кар'єру у клубі «Елгін Сіті», за команду якого 39-річний воротар виступав протягом 2003—2004 років.

## Виступи за збірну
У жовтні 1985 року Алекс Фергюсон, який на той час був виконувачем обов'язків головного тренера національної збірної Шотландії, включив молодого голкіпера «Олдем Атлетик» до заявки шотландської збірної на товариську гру проти збірної НДР. Гра відбулася 16 жовтня 1985, Горам вийшов на поле на другий тайм, змінивши основного воротаря шотландців Джима Лейтона. Наступного року Енді Горама було включено до заявки збірної для участі у чемпіонаті світу 1986. Він вирушив з командою до Мексики як третій воротар, програючи конкуренцію не лише Лейтону, але й Алану Рафу. Протягом наступних чотирьох років основним голкіпером збірної Шотландії залишався Джим Лейтон, а Горам перебував у його «тіні». На фінальну частину чемпіонату світу 1990 року, яка проходила в Італії, він також їздив запасним.
Проте після мундіалю-1990 тренерський штаб шотландців почав все частіше довіряти місце у воротах збірної Гораму, який відстояв в усіх матчах успішно пройденого його командою відбору до чемпіонату Європи 1992, і саме Горам був основним воротарем на цьому континентальному турнірі. На Євро-1992 Шотландія не подолала груповий етап, програвши дві гри проти нідерландців і німців, проте показала досить якісний футбол і місце основного голкіпера команди залишилося за Горамом. Втім майже увесь 1993 рік Енді пропустив через травму, згодом відмовився грати за збірну, посилаючись на проблеми психологічного характеру, тож місце основного воротаря Шотландії на деякий час повернулося до Лейтона. Тому рішення головного тренера збірної Крейга Брауна надати місце у стартовому складі на чемпіонаті Європи 1996 саме Гораму стало досить неочікуваним. Проте Горам довів його виправданість — попри черговий невихід шотландців з групи, провини воротаря у цьому результаті не було, у трьох іграх групового етапу він пропустив лише двічі, обидва рази у програному матчі проти збірної Англії. Натомість значною мірою завдяки його впевненій грі шотландці здобули очки в іграх проти збірної Нідерландів і збірної Швейцарії, в яких він зробив низку важливих «сейвів».
Однак конкуренція між шотландськими голкіперами продовжувалася, і після прийняття рішення про те, що на наступний великий турнір, чемпіонат світу 1998 року, Горам поїде знову як дублер Лейтона, він оголосив про завершення виступів за збірну.
Загалом протягом кар'єри у національній команді, яка тривала 14 років, провів у формі головної команди країни 43 матчі.

## Титули і досягнення
- Чемпіон Шотландії (6):

«Глазго Рейнджерс»: 1991–92, 1992–93, 1993–94, 1994–95, 1995–96, 1996–97
- Чемпіон Англії (1):

«Манчестер Юнайтед»: 2000–01
- Володар Кубка Шотландії (3):

«Глазго Рейнджерс»:1991–92, 1992–93, 1995–96